# سامي السلاموني
سامى السلاموني (3 ديسمبر 1936 - 25 يوليو 1991) هو ناقد سينمائي مصري.

## حياته
ولد سامي السلاموني في 12 مارس عام 1936 في إحدى قرى محافظة الدقهلية (سلامون القماش).. الأب كان موظفا حكوميا مدمنا للسياسة ومتابع لها على صفحات الصحف والمجلات التي كان يرسل ابنه لشرائها وكان الابن يجلس بأي مكان يقابله ليقرأها قبل أن يعود إلى أبيه.
ومن هنا وقع سامى السلامونى أسيرًا في هوى الصحافة، وتمنى ان يكون واحدا من هؤلاء الذين يكتبون هذا الكلام الجميل الجرئ وبأفق واسعة.
فقرر سامى السلامونى أن يكون صحفيًا مهما كان الثمن.

## التخرج والعمل
وبعد أن حصل على شهادة التوجيهية، رحل إلى القاهرة ليكون قريبا من حلمه، ولكن حدث ما يغير بعض الأحداث، وهو رحيل الأب في عز الشباب تاركًا وراءه حفنة من الصغار تعلقوا أمانة في عنقه، وهذا ما جعل السلامونى يشتغل ويدرس في وقت واحد.
عمل قارئا لعدادات الكهرباء.. وسكن قريبا من إدارة الكهرباء في حى بولاق، ووجد حجرة في بيت قديم غاية القدم، وكانت الحجرة في الدور الرابع، وكان ينام ويأكل ويكتب ويقرأ ويستقبل فيها الأصدقاء.
وحتى بعد أن أصبح أشهر ناقد يحسب له الف حساب والكل يسعى في مجال السينما إلى كسب وده.. ظل في تلك الحجرة الصغيرة إلى أن تقرر هدم البيت الذي يسكن فيه.. وهنا لم يجد السلامونى مفر إلا أن يلجأ لبعض البنسيونات والفنادق المتواضعة، إلى أن تتدخل الكاتب الصحفى الكبير احمد بهجت واقنع محافظ القاهرة انه من العار والخزى ان يظل أفضل النقاد في تاريخ السينما المصرية بلا سكن يستقر فيه.
درس سامى السلامونى في معهد السينما ومعهد التذوق الفنى بعد أن انتهى من دراسته الجامعية في كلية الآداب قسم الصحافة.
لم يفكر السلامونى يوما في النقد السينمائي، كان مثل جيله يفكر في كتابة القصة والقصيدة، ولكن الشعر استعصى عليه فتركه غير نادم.. فالشعر مثل الحب لا يمكن أن تحصل عليه بمجرد رغبتك فيه.
ولم تكن القصة سهلة ولكنها لم تكن مستحيلة.. استمر ثلاثة شهور كاملة يكتب أولى قصصه القصيرة، وعندما انتهى منها اخذها وذهب إلى عبد الفتاح الجمل الذي كان مشرفا على الملحق الأدبي والفنى لجريدة المساء.. ولكنه سرعان ما تلقى أولى صدمات حياته العملية في عالم الكتابة والإبداع.
لم يعجب عبد الفتاح الجمل بقصة سامى السلامونى ولم يكن عبد الفتاح الجمل يخشى لومة لائم في الحق ولا يخاف قول رأى بأكبر قدر من الخشونة وربما يصل لحد القسوة إذا لم يعجبه عمل تقدم به أحد.
نصح عبد الفتاح الجمل السلامونى بأن ينظر حوله قبل أن يكتب ولم يكابر السلامونى.. وادرك أنه كاتب مقال وليس كاتب قصة.
وقد وجد مقاله النقدى الأول منشورا باهتمام بالغ لم يحظَ به غير الكتاب الكبار والمحترفين.. وفي تلك الليلة سهر حتى الصباح يقرأ ما نشر له مئات المرات، وانفق كل ما في جيبه على شراء نسخ من الصحيفة ووزعها على اصدقائه وجيرانه وارسلها إلى اهله في القرية.
والمثير للدهشة انه لم يكن يفكر في احتراف النقد السينمائي، وكانت علاقته بالسينما مثل علاقة المتفرجين بها _ الجلوس في الظلام.. الاندماج في الخيال ومنافسة البطل في عشق البطلة.. وهو ما جعله يفكر في أن يكون بطلا على الشاشة. لكنه لم يتوقف طويلا عند هذا الحلم فلا هو في وسامة وطول رشدى اباظة، ولا هو في جرأة عماد حمدى.. ولا يملك قوة الشر التي يتمتع بها فريد شوقى.
وانتقل الحلم إلى الإخراج السينمائي الذي درسه في معهد السينما، وجرب فيما بعد عدة محاولات تسجيلية قصيرة، اخذت عناوين من كلمة واحدة وهي
- مدينة... 1971... المعهد العالي للسينما
- ملل... 1972... جمعية الفيلم
- كاوبوى... 1973... شركة نفرتارى
- الصباح... 1982... المركز القومى للسينما
- القطار... 1989... المركز القومى للسينما
- اللحظة... 1991... التليفزيون المصري.

كما شارك في اعداد بعض البرامج التليفزيونية عن السينما مثل: (نجوم وأفلام) و (سينما الأمس واليوم).
حرص سامى السلامونى في نقده السينمائي على أن يكون مثل القاضي الذي يجلس على منصة العدالة متجردا من أي هوى شخصى.. كان يدفع ثمن تذكرة السينما من جيبه، وكان أحيانا كثيرة لا يكتب الا بعد أن يشاهد الفيلم أكثر من مرة.
ولم يكن صديقا الا لقلة قليلة جدا من النجوم عرفهم قبل أن يصبحوا نجوما مثل احمد زكى.. ولم تمنع صداقته مع هؤلاء النجوم من هجومه الشرس الحاد عليهم لو ادوا ادوارا غير مقنعة.
وهذا ما جعله من العصاميين الشرفاء الذين يأنفون من أن يأتيهم المدد إلا من عرقهم وكفاحهم المستميت.
ولم يخطر في بال من هاجمهم السلامونى ـ بالحق ـ انه أحد الظرفاء الساخرون من كل شيء..... بما في ذلك نفسه شخصيا.. وسخريته كانت مريرة مثل سخرية (صلاح جاهين - بيرم التونسي ومحمود السعدنى)، لكنه لم يحول السخرية مثلهم إلى كتابة ابداعية الا نادرا عندما قرر بعد أن يئس من النقد السينمائي وفشل في جدواه في تغيير حال الأفلام ان يصدر مجلة أطلق عليها (الترمواى) أو (الترام) كان ينشرها داخل مجلة الإذاعة والتليفزيون التي كان معينا فيها.. وبعد يأسه من النقد السينمائي أيضا كتب مقالات في الكرة.. عبر فيها بخفة ظل متناهية عما يجرى في ملاعب الرياضة الشعبية الأولى في مصر.. ولم يخف فيها انه كان متعصبا إلى حد الجنون إلى الاهلى الذي كان يعتبره بمثابة الحزب الحاكم الحقيقى في البلاد.

## عضويات[6]
- وكان سامى السلامونى عضو بجمعية الفيلم ثم رئيسا لمجلس ادارتها من عام 1972 إلى 1977.
- عضو مجلس إدارة نادى السينما بالقاهرة.
- كتب العديد من المقالات والدراسات السينمائية في جريدة المساء ومجلات الطليعة والكواكب والهلال والسينما والمسرح ونشرة نادى السينما.
- اصدر ثلاثة كتب غير دورية هي: (كاميرا 78) و (كاميرا 79) و (كاميرا 80).
- وكان يعمل ناقدا سينمائيا بمجلة الإذاعة والتليفزيون حتى يوم وفاته.
- وحصل على العديد من الجوائز منها:
- جائزة السيناريو 1972 عن فيلم (مدينة).
- جائزة النقد الأولى والثانية 1975 عن فيلمى (امرأة عاشقة) و (الرصاصة لا تزال في جيبى).
- جائزة شرف شخصية 1984 من المركز الكاثوليكى المصري للسينما.
- جائزة احسن إخراج 1985 عن فيلم (الصباح).
- وسام شرف 1986 من جمعية الفيلم.
- جائزة أفلام المجتمع 1986 عن فيلم (الصباح).
- الجائزة الفضية للأفلام التسجيلية متوسطة الطول 1988 عن فيلم (الصباح).

ولانه كان لا يكف عن التدخين والغضب والسعى المستحيل لتغيير العالم من حوله كان لابد ان يصاب بمرض القلب الذي ورثه عن أبيه.. ولانه كان مهملا في حياته الخاصة فلا يأكل بانتظام ولا ينام بانتظام ولا يستجيب للنصيحة من أحد فإنه لا يكتشف ان شرايينه ضاقت وخدعته الا بعد فوات الآوان.. ومات بالسكتة القلبية في يوم 25 يوليو عام 1991.
فقد كان رجل يعرف ـ أو يكاد ـ لكل معضل حلوله ولكل حق دليله، ولا يعرف للرجل وجهين، ولا للحق ميزانيين، ولا للكرامة صورتين، ولا لقيمة الإنسان معيارين.

## وصلات خارجية
السلاموني يتكلم - د. أحمد خالد توفيق - عمود نور - مجلة الشباب - 1 أغسطس 2010